# Danyon Loader
Danyon Loader (n. 21 aprilie 1975, Timaru⁠(d), Canterbury Region⁠(d), Noua Zeelandă) este un înotător neozeelandez, medaliat olimpic. A participat la 2 ediții ale Jocurilor Olimpice (1992, 1996) în care a câștigat două medalii de aur și o medalie de argint.